# Karl Slover

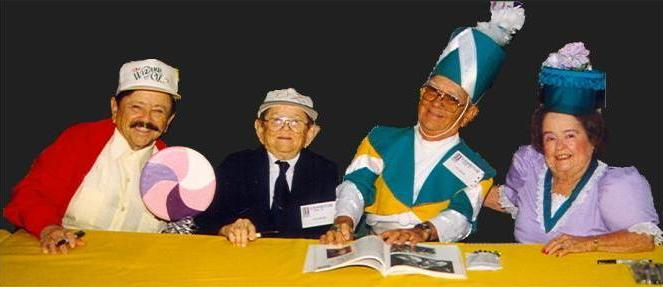
Karl Slover (2. von links) mit Jerry Maren, Clarence Swenson und Margaret Pellegrini bei einer Wizard of Oz-Veranstaltung (1998)

Karl Slover, eigentlich Karl Kosiczky bzw. Karel Košický (* 21. September 1918 in Prakfalva, Österreich-Ungarn; † 15. November 2011 in Dublin, Georgia) war ein US-amerikanischer kleinwüchsiger Schauspieler slowakischer Abstammung. 

## Leben
Karl Slover war der Sohn eines 1,98 m großen Vaters. Durch hormonell bedingten Minderwuchs war er an seinem 8. Geburtstag kaum 60 cm groß. Um ihn größer zu machen, wurde er in Ungarn mit Fixateuren an Armen und Beinen behandelt. Mit neun Jahren gab ihn sein Vater zu einer Zwergentruppe aus Berlin. Nach einigen Jahren als Zwergenartist wanderte Karl in die Vereinigten Staaten aus, wo er sich einer anderen Zirkustruppe anschloss. 1937 hatte er seinen ersten Filmauftritt in Hollywood, im nächsten Jahr folgte der Western The Terror of Tiny Town, der ausschließlich mit Zwergschauspielern besetzt war. Ein Zirkusdirektor in Hawaii vermittelte Slover zur Filmproduktion Der Zauberer von Oz (1939), wo mehr als 120 „kleine Menschen“ für die Darstellung des kleinwüchsigen Munchkin-Volkes gesucht wurden. Damals maß er 1,21 m und spielte in diesem Film die Rollen von vier Munchkins: den Anführer der Trompeter, einen Soldaten, eines der schlafenden Kinder sowie einen Sänger des Liedes Follow the Yellow Brick Road. Nach dem Film arbeitete Karl Slover für die „Original World Famous Singers Midget Show“, mit der er als Sänger und Tänzer durch die gesamten Vereinigten Staaten tourte. Nach deren Ende 1942 wurde Slover Mitglied des „Royal American Carnival“ in Tampa. Ab dieser Zeit trug er den Nachnamen Slover, den Familiennamen seines Managers.
In seinen späteren Lebensjahren nahm er an zahlreichen Feierlichkeiten im Zusammenhang mit dem Zauberer von Oz teil. So weilte Slover alljährlich im Juni im Judy-Garland-Museum in Grand Rapids (Minnesota) anlässlich des Geburtstages der 1968 verstorbenen Hauptdarstellerin. Im November 2007 war Slover mit den anderen sieben noch lebenden Munchkins, darunter Meinhardt Raabe und Jerry Maren, in Hollywood zu Gast, wo der Ehrenbürgermeister Johnny Grant einen Stern für die Munchkins auf dem Hollywood Walk of Fame enthüllte.
Karl Slover starb im Alter von 93 Jahren in Dublin, Georgia. Er war niemals verheiratet und hatte keine Kinder. Zum Zeitpunkt von Slovers Tod lebten nur noch vier andere Munchkin-Darsteller.

## Filmografie
- 1937: They Gave Him a Gun
- 1938: Leoparden küßt man nicht (Bringing Up Baby)
- 1938: Die Klotzköpfe (Block Heads)
- 1938: The Terror of Tiny Town
- 1939: Der Zauberer von Oz (The Wizard of Oz)
- 1945: Das verlorene Wochenende (The Lost Weekend)